# 親衛隊第1師
親衛隊第1師「阿道夫·希特勒警衛旗隊」（德語：1. SS-Division Leibstandarte-SS Adolf Hitler，簡稱 LSSAH），是由希特勒的曾经的私人衛隊發展演變而來的一支部隊，并完全由標準的日耳曼人组成，從團擴大到旅再擴大為師。最终成为武裝親衛隊中戰鬥力最強的師之一。1939年参加入侵波兰行动的时候还是一支独立部队，1941年归属親衛隊并参加巴巴罗萨行动。战后在纽伦堡审判中，親衛隊被判为犯罪组织，第1装甲师是其组成部分，该部队在1940年至1945年之间杀害了至少5,000名战俘（絕大多數在東線）。
從1933年3月至1945年5月的十幾年歲月中，“阿道夫·希特勒”警衛旗隊从原先護衛德國元首的120員貼身侍衛，擴充成為親衛隊第1裝甲師。在1943年10月，親衛隊第1師最终定型为装甲师，成为一支兵力超過20,000人、火力十分強大的裝甲部隊。

## 早期历史
在纳粹党成立初期，领导层意识到需要一支由可靠人员组成的保镖部队。恩斯特·罗姆从第19手榴弹连（19. Granatwerfer-Kompanie）组建了一个后卫阵型；冲锋队（SA）很快就从这个組織演变而来。1923年初阿道夫·希特勒下令组建一支小型独立保镖，专门为他服务，而不是像冲锋队那样的“可疑群众”。最初该部队仅由8人组成，由約瑟夫·柏赫托德和尤利烏斯·施雷克指挥。它被指定为本部警衛隊（Stabswache）。本部警衛隊获得了独特的徽章，但此时仍处于冲锋队的控制之下。施雷克重新使用骷髅头（Totenkopf）作为部队徽章，这是过去各种精锐部队使用的象征，包括第一次世界大战中使用胡蒂尔渗透战术的德意志帝国特种突击部队。
1923年5月该部队更名为希特勒突击队（Stoßtrupp），当时该单位成员人数不超过20人。1923年11月9日，突击队与冲锋队和其他几个纳粹准军事部队一起参加了慕尼黑啤酒馆政变，但政变未遂。此后希特勒被监禁，他的政党和所有相关组织包括突击队都被解散。
20年代中期，暴力和暗杀仍然是當時巴伐利亚政治的重要组成部分，而希特勒是一个潜在的目标。1925年，出獄的希特勒下令组建新的保镖部队，保护指挥部（Schutzkommando）。该部队更名为突击中队（Sturmstaffel），并于11月更名为党卫军（Schutzstaffel），缩写为SS。到1933年，党卫军已从一支小型保镖部队发展成为拥有50,000多人的队伍。决定组建一个新的保镖部队，再次称为“Stabswache”，主要由第一党卫军标准队的人员组成。到1933年，这支部队由塞普·迪特里希指挥，他于1933年3月17日挑选了117名人员组成柏林党卫军（SS-Stabswache）。该部队取代了帝国总理府的陆军警卫。在这最初的小组中，3人最终成为师级指挥官，至少8人成为团级指挥官，15人成为营级指挥官，30多人成为武装党卫队的连长。第一连117人中的11人最终赢得了骑士铁十字勋章，其中40人因勇敢而被授予金质德国十字勋章。
1933年晚些时候，两个进一步的训练单位成立：5月10日成立的佐森亲卫队特别指挥单位（SS-Sonderkommando Zossen），以及7月8日指定为于特博格亲卫队特别指挥单位（SS-Sonderkommando Jüterbog）。这些是当时唯一接受军事训练的党卫军部队，大部分训练人员来自军队。1933年9月3日，两个特遣队合并为柏林党卫军特遣队，由迪特里希指挥。他们的大部分职责包括为希特勒的住所提供外部安全、公开露面以及在帝国总理府执行警卫任务。
1933年11月8日，啤酒館政變十周年之际，特遣队参加了集会和为在政变中遇难的纳粹党成员举行的追悼会。在仪式上，特遣队成员宣誓个人效忠希特勒。仪式结束后，该部队获得了新的称号“阿道夫希特勒警卫旗队”（LAH）：
- Leibstandarte一词部分源自Leibgarde——“军团卫队”或军事领导人的私人保镖，对应英语大致为Life Guard。
  - Leib的字面意思“身体，躯干”
- Standarte：指代党卫队（SS）或突击队（SA），也可以指特定类型的纹章旗帜，对应英语大致为Standard。

## 战前扩编

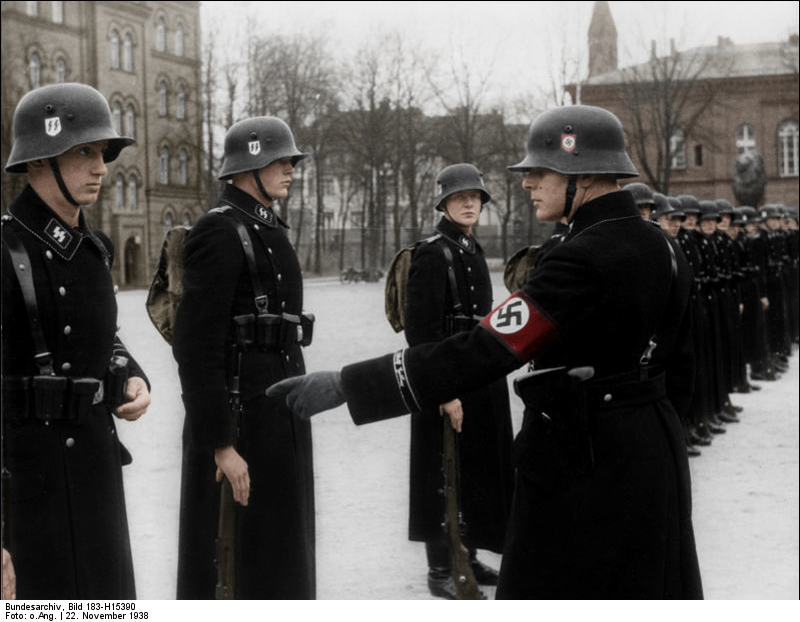
1939年警衛旗隊訓練中

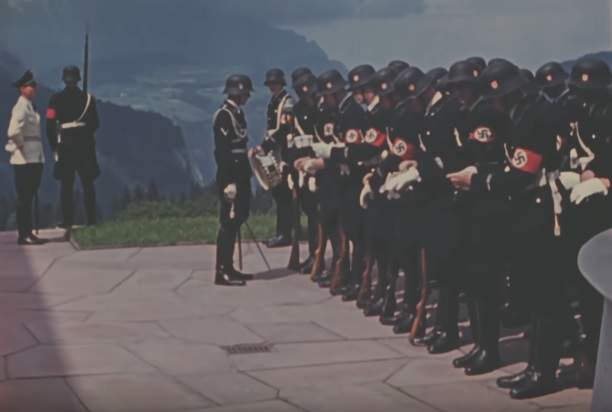
1939年在希特勒貝格霍夫別墅的警衛旗隊士兵

1934年4月13日，党卫军首脑海因里希·希姆莱下令将阿道夫·希特勒警卫旗队（LAH）更名为“党卫军阿道夫·希特勒警卫旗队”。希姆莱在名称中插入了党卫军的缩写，以明确该部队独立于冲锋队或德國國防軍陆军。警衛旗隊被指定为“国家社会主义”单位，最终发展成为武装党卫队的精锐装甲师。尽管名义上在希姆莱的领导下，迪特里希才是真正的指挥官并负责日常管理。
1934年，冲锋队的领袖恩斯特·罗姆继续为他本已强大的冲锋队争取更大的政治影响力。希特勒决定必须消灭冲锋队这一独立政治力量，并命令警衛旗隊做好行动准备。警卫旗队在于根·瓦格納和奧托·萊赫（Otto Reich）的控制下组建了两个连，这些连队于6月30日迁往慕尼黑。
希特勒命令所有冲锋队领导人参加在慕尼黑附近巴特维塞的汉塞尔鲍尔酒店举行的会议。6月30日，希特勒与塞普·迪特里希以及警衛旗隊的一支部队前往巴特维塞，亲自监督罗姆的被捕。随后在下午5點左右，迪特里希接到希特勒的命令，要求警衛旗隊组建“行刑队”，前往关押某些冲锋队领导人的施塔德尔海姆监狱。在监狱庭院里，警卫旗队行刑队枪杀了五名冲锋队中将和一名冲锋队上校。其他被指控的“叛徒”在柏林被警卫旗队的一个部隊枪杀。7月1日，希特勒最终同意戈林和希姆莱的观点，即应处决罗姆。在纳粹所谓的“罗姆政变”（后来被称为“长刀之夜”）中，警衛旗隊连队与盖世太保和戈林的国家警察部队一起执行了敢死队行动。在接下来的几天里，至少有85人，但很可能不少于这个数字的两倍，在未经审判的情况下被处决。

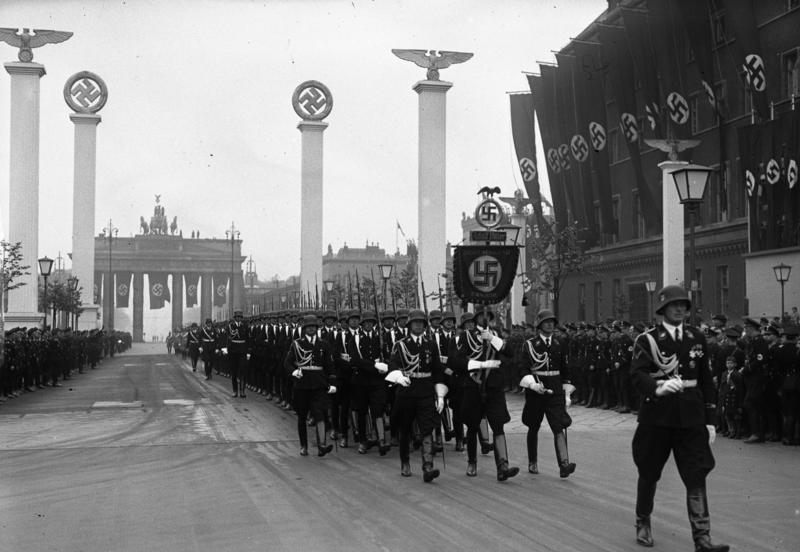
1938年警衛旗隊在菩提樹下大街遊行

这一行动成功地摧毁了冲锋队并消除了罗姆对希特勒领导层的威胁。为了表彰他们的行动，警卫旗队和戈林将军国家警察部队都扩大到团规模并实现机动化。此外党卫军成为一个独立组织，不再是冲锋队的一部分。
警衛旗隊在许多纽伦堡集会上作为仪仗队，并于1935年参加了收复萨尔的活动。1935年6月6日，警衛旗隊正式采用了野战灰色制服，以更好地表明自己与穿着类似制服的國防軍的关系。警衛旗隊參與了德奥合并，成为进军奥地利的先锋队，并于1938年参与了对苏台德地区的占领。到1939年，警衛旗隊已成为一个完整的步兵团，下辖三个步兵营、一个炮兵营以及反坦克、侦察和工兵分队。在参与吞并波希米亚和摩拉维亚后不久，警衛旗隊被重新命名为“党卫军阿道夫·希特勒警卫步兵团”。1939年中期，希特勒下令组建党卫军师时，党卫队被指定组建自己的部队，这与親衛隊特別機動部隊（SS-VT）的其他师。1939年8月的波兰危机使这些计划搁置，警衛旗隊奉命加入马克西米连·冯·魏克斯大将率领的第13军，作为南方集团军群的一部分，准备进攻波兰。
警卫旗队师的标志是一把万能匙，以纪念其第一任指挥官约瑟夫·“塞普”·迪特里希（迪特里希在德语中是万能钥匙或开锁器的意思）；它被保留并修改为后来作为党卫军第1装甲军的标志。

## 閃擊波兰

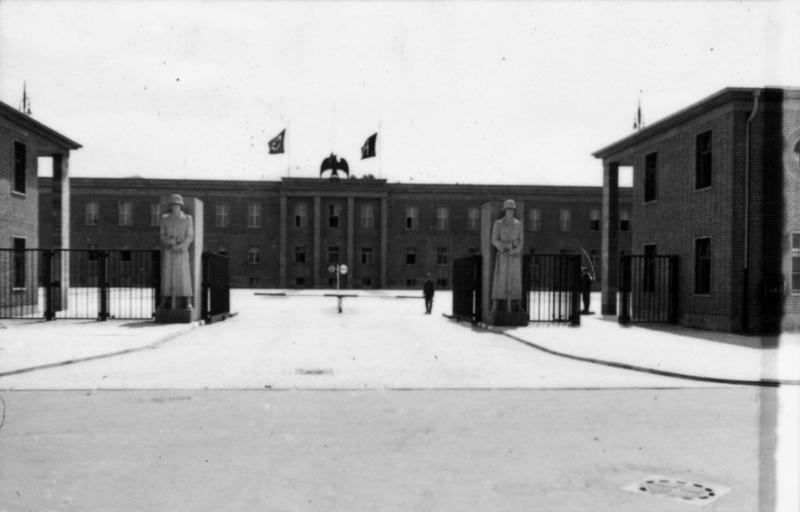
希特勒警卫旗队的总部，其前身是普鲁士王家士官学院，德意志第二和第三帝国的众多高级将领均毕业于此

在入侵波兰的初期，警衛旗隊隶属于第17步兵师，负责为南部夹击提供侧翼保护。该团参与了多次与试图攻击德军侧翼的波兰骑兵旅的战斗。在罗兹附近的帕比亚尼采镇，警衛旗隊与波兰第28步兵师和沃温斯卡骑兵旅进行了近距离交战。在整个战役中，该部队因焚烧村庄而臭名昭著。此外親衛隊第1師的成员在许多波兰城镇犯下暴行，包括在布沃涅谋杀50名犹太人，以及在兹沃切夫屠杀包括儿童在内的200名平民，他们在兹沃切夫被机枪扫射。博莱斯瓦维茨、托尔泽涅茨、戈沃罗沃、姆瓦瓦和弗沃茨瓦韦克也发生了類似的屠殺事件。
在帕比亚尼采取得胜利后，警衛旗隊被派往华沙附近地区，隶属于时任少将格奥尔格·汉斯·莱因哈特领导的第4装甲师。该部队参与了阻止被包围的波兰部队逃離的行动，并击退了其他波兰部队的几次突破尝试。尽管迅速取得了对波兰的军事胜利，但正规军对親衛隊第1師和党卫军的其他部队的表现持保留态度，因为後者的伤亡率高于其他陆军部队。

## 法国战役

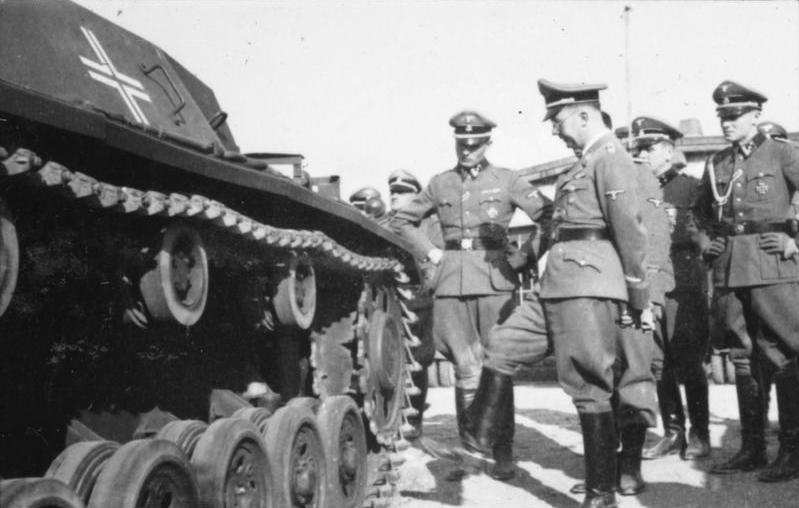
1940年9月，海因里希·希姆莱在梅斯的LSSAH师部检查III号突击炮

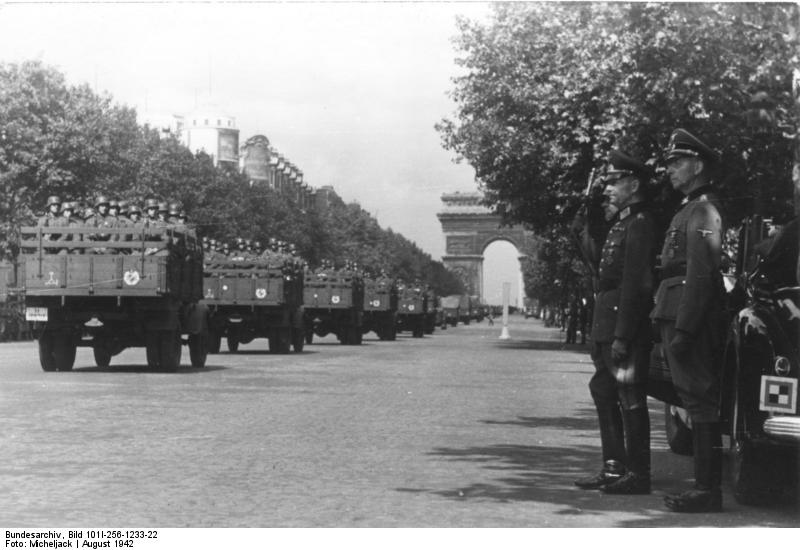
1940年6月警衛旗隊在巴黎凱旋門前勝利閱兵

1940年初，警衛旗隊扩展为一个完全独立的摩托化步兵团，并在其编制中增加了一个突击炮（Sturmgeschütz）连。该团被转移到荷兰边境，以参加黃色方案。它是为了组成向荷兰地面推进的先锋队，其任务是夺取艾瑟尔河上的一座重要桥梁，攻击格雷贝贝格（Grebbeline）的主要防线，并与库尔特·司徒登特将军的空降部队的伞兵（第7空降师和第22空军步兵师）会合。
黄色计划（入侵法国和低地国家）于1940年5月10日发起。当天，警衛旗隊越过荷兰边境，行程超过75公里（47英里），并在附近确保了穿越艾瑟尔河的渡口。聚特芬发现目标桥梁已被摧毁后。在接下来的四天里，警衛旗隊的行程超过215公里（134英里），进入鹿特丹后，几名士兵不小心向普通学生开枪并造成重伤。鹿特丹投降后，警衛旗隊前往海牙，他们在俘获3,500名荷兰士兵作为战俘后于5月15日抵达海牙。5月15日荷兰投降后，该团随后南移至法国。
英国在阿拉斯发起反攻后，警衛旗隊与党卫军执行师一起被转移到敦刻尔克周围的防御区，并缩小包围英国远征军和法国军队的包围圈的规模。警衛旗隊在敦刻尔克西南15英里处沿阿河运河线占据阵地，面向瓦滕附近的盟军防线。当晚最高统帅部下令停止前进，英国远征军被困。警衛旗隊暂停了一晚。然而，在第二天的5月25日，迪特里希不顾希特勒的命令，命令他的第3营渡过运河，占领远处的瓦滕贝格高地，英国炮兵观察员在那里将该团置于危险之中，然而德國人攻击高地并赶走了观察者。迪特里希并没有因为他的反抗行为而受到谴责，而是被授予骑士铁十字勋章。
5月26日，德军恢复进攻。到5月28日，警衛旗隊占领了距离敦刻尔克仅10英里的沃尔姆豪特村。投降后，皇家沃里克郡团第2营的士兵和其他一些部队（包括法国士兵）被带到沃尔姆豪特和埃斯克尔贝克附近拉普兰奥布瓦的一个谷仓。正是在那里，威廉·蒙克指挥的警衛旗隊第2营的部队实施了沃尔姆豪特大屠杀，將80名英国和法国战俘被杀。尽管大屠杀的发生是无可争辩的，但蒙克的参与程度却无从得知；他从未被正式指控并受审。

## 東南用兵

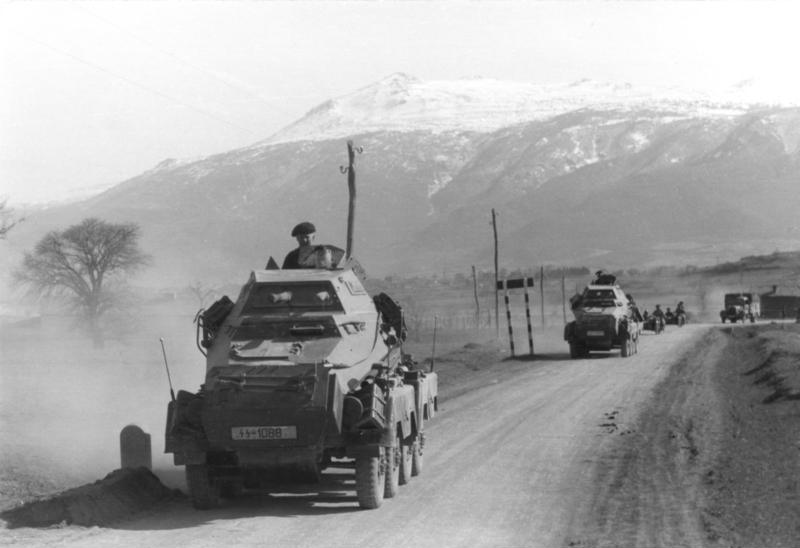
警衛旗隊的Sd.Kfz 231装甲车挺进保加利亚索非亚附近的巴尔干半岛，背景是维托沙山

1940年6月22日西部战役结束后，警衛旗隊在摩泽尔地区呆了6个月。它扩大到旅规模（6,500人）。警衛旗隊中新增了一个高射炮营和一个突击炮连。1940年9月，海因里希·希姆莱提出了一面新旗帜。1940年的最后几个月，该团在摩泽尔河进行了两栖攻击训练，为入侵英格兰的塞洛韦行动做准备。德国空军在不列颠之战中失败并取消计划的入侵后，警衛旗隊于1941年2月转移到保加利亚，为玛丽塔行动做准备，该行动是计划入侵希腊和南斯拉夫的一部分。
该行动于1941年4月6日发起，对南斯拉夫中南部，特别是贝尔格莱德上空进行了空中轰炸，造成巨大破坏，造成数千人伤亡。警衛旗隊于4月12日进入南斯拉夫首都，然后沿着第9装甲师的路线前进，该师隶属于格奧爾格·斯塔梅将军的第40装甲军。警衛旗隊越过比托拉附近的边境，很快深入希腊领土。
警衛旗隊的庫爾特·邁爾的强化侦察营（Aufklärungs-Abteilung）于4月10日占领了韦维，警衛旗隊的任务是清除韦维西南克莱苏拉山口的抵抗，并驶入卡斯托里亚地区，切断撤退的希腊和英联邦军队。尽管遭到顽强抵抗，邁爾的部队还是夺取了山口。
该旅参与了清理韦维以南的克利迪山口的任务，该山口由希腊、澳大利亚、英国和新西兰军队组成的“临时部队”保卫。一名澳大利亚炮兵军官写道，德国人“无礼”地“沿着主干道驾驶卡车，开到距我们步兵3,000码（2,700米）以内”并在那里卸下部队。德军被炮火逼离道路，并遭遇了两天多的猛烈抵抗。4月12日上午，德军再次发动进攻，到下午晚些时候，山口被清理干净。
随着这两个山口的陷落，希腊伊庇鲁斯的军队的主线抵抗被打破，这场战役变成了一场阻止敌人逃跑的战斗。4月20日，在品都斯山脉1500米的梅措文山口发生激战后，希腊伊庇鲁斯军队指挥官将全军投降给迪特里希。英联邦军队现在是留在希腊的唯一盟军部队，他们正穿过科林斯运河撤退到伯罗奔尼撒半岛。4月26日，警衛旗隊已到达帕特雷湾，为了切断撤退的英联邦军队，迪特里希命令他的团横渡海湾，占领伯罗奔尼撒半岛的帕特雷镇。由于没有运输船只，警衛旗隊征用了渔船并成功完成了穿越，但被迫留下了大部分重型设备。到4月30日，最后一批英联邦军队要么被俘，要么逃跑。警衛旗隊在雅典胜利游行中占据了光荣地位。玛丽塔行动结束后，警衛旗隊奉命向北加入南方集团军群的部队，为发起巴巴罗萨行动而集结。

## 對苏戰爭

### 巴巴罗萨

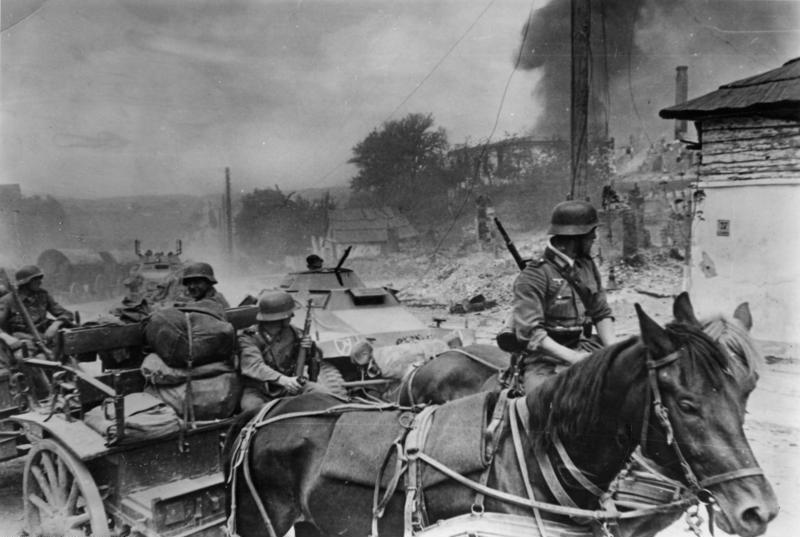
1941年8月，国防军马拉炮和警衛旗隊装甲车经过燃烧的苏联村庄

由于警衛旗隊在玛丽塔行动期间的出色表现，希姆莱下令将其升级为师级。该团的规模已相当于一个加强旅，将配备机动运输装置，并重新命名为“党卫军阿道夫·希特勒警卫师”。它于5月中旬被转移到捷克斯洛伐克进行重组，直到被命令在波兰集结以执行巴巴罗萨行动，作为格德·冯·伦德施泰特南方集团军群的一部分。在入侵苏联之前，没有足够的时间交付其全部装备并将其改装为全师级，因此新的“师”尽管其扩张和发展已经达到了一个新的水平，但仍然是一个加强旅的规模。最高指挥层的关注。陆军司令部总参谋长弗兰兹·哈尔德6月20日指出，“党卫军‘阿道夫·希特勒’无法及时准备好。跟踪的部件将于6月22日出发，其他部件不会在6月25日之前出发”，然后更有希望在第二天；“党卫军‘阿道夫·希特勒’的物资状况有所改善，师可能还可以及时准备好。”
尽管哈尔德抱有希望，警衛旗隊在进攻的开始阶段仍作为预备队隶属于第14装甲军，作为埃瓦尔德·冯·克莱斯特元帅的第1装甲集群的一部分。整个7月它都隶属于第3装甲军，8月结束后成为第48装甲军的一部分。在此期间，警衛旗隊参与了乌曼战役和随后攻占基辅的战役。根据党卫军记者埃里希·科恩（Erich Kern）的战后报道，8月18日，该师在赫尔松以北的新但泽（Nowo Danzig）发现了6名被处决的該师成员的残肢，随后杀害了4,000名苏联战俘作为报复。这些指控是通过当地部队的战争日记进行研究的，但没有发现任何提及在这些日期期间被处决的德国士兵的信息。這些說法缺乏可靠的证据，甚至连苏联当局的指控都没有，始终无法得到证实。

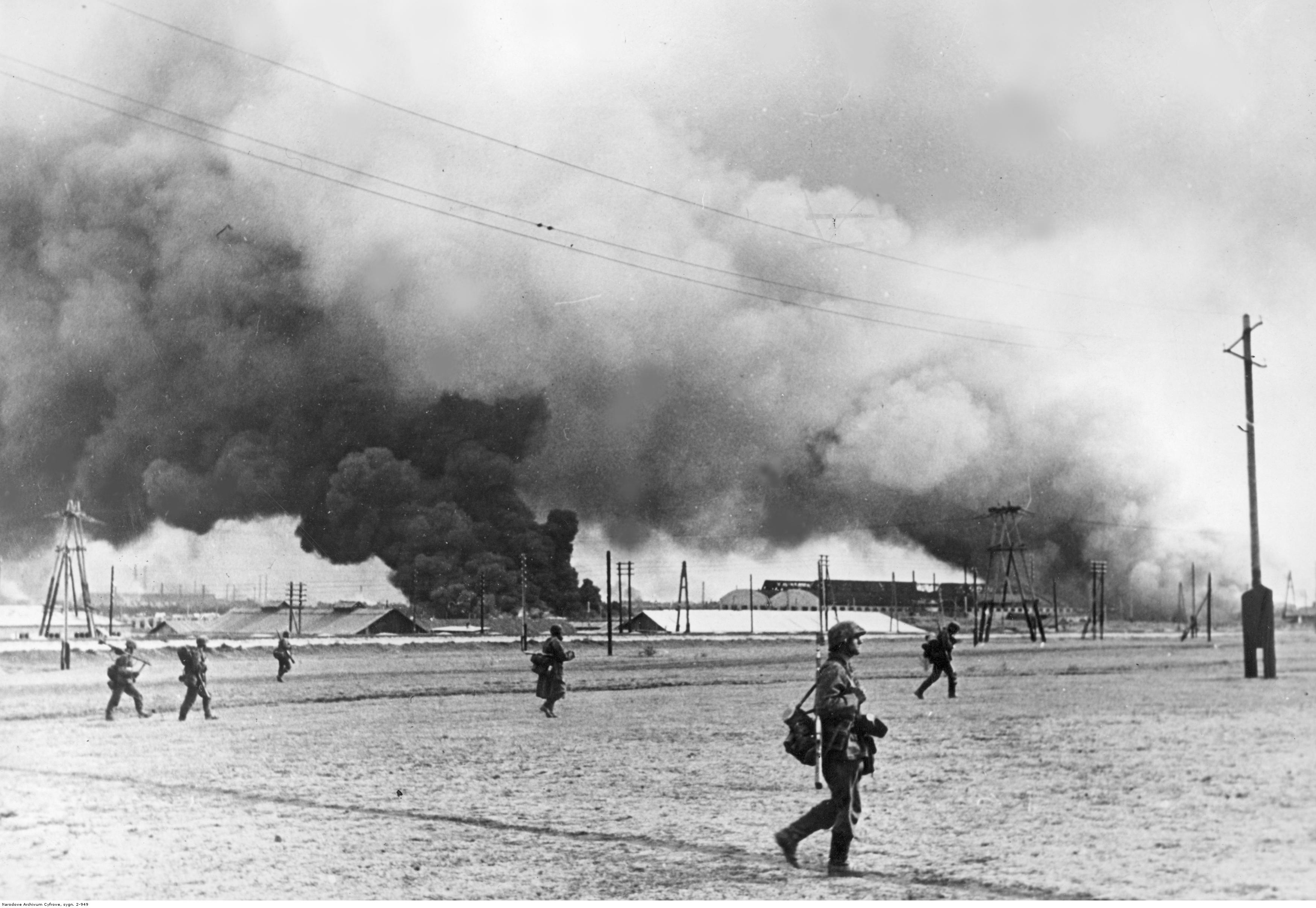
警衛旗隊进入燃烧的塔甘罗格，1941年10月

9月初，该师被转移到第54军，作为欧根·里特·冯·肖伯特领导下的第11集团军的一部分，在基辅陷落后向东推进。为了利用红军在第聂伯河防御的崩溃，警衛旗隊侦察营的任务是迅速推进，通过“致命一击”夺取彼列科普地峡的战略咽喉要道，但遭到了顽固的敌军的拒绝。彼列科普镇的守军。同一天，9月12日，第11集团军冯·肖伯特指挥官在一次飞机事故中丧生，希特勒任命埃里希·冯·曼施坦因改任指挥。曼施坦因花了五天时间才接手此事，直到9月17日才启动清理克里米亚半岛的行动。曼施坦因在准备主攻的同时，部署了警衛旗隊进行牵制，打算利用它来取得最终的突破，但面对猛烈的反击，他被迫将先锋投入到“鞑靼壕沟”的进攻中，并没有打破这个局面。
1941年10月8日，警衛旗隊占领了沿黑海重镇马里乌波尔，让苏联人措手不及。10月，警衛旗隊被调回北方，以帮助巩固轴心国防线，抵御苏联对罗马尼亚第3集团军的新一轮进攻，随后参加了争夺顿河畔罗斯托夫市的激烈战斗，该市于11月下旬被占领；在那里，警衛旗隊接收了超过10,000名红军战俘。然而到了年底，随着苏联抵抗力的增强，德国的前进步伐逐渐减弱。
在冬季苏军猛烈反击的压力下，警衛旗隊和南方集团军群从罗斯托夫撤退到米乌斯河的防御线。春季泥濘道路季的泥浆清除后，该师加入了蓝色方案，参加了夺回1942年7月下旬沦陷的顿河畔罗斯托夫的战斗。由于兵力严重不足，警衛旗隊被转移到被占领的诺曼底地区。法国加入新成立的党卫军装甲军，并重组为装甲掷弹兵师。

### 哈尔科夫

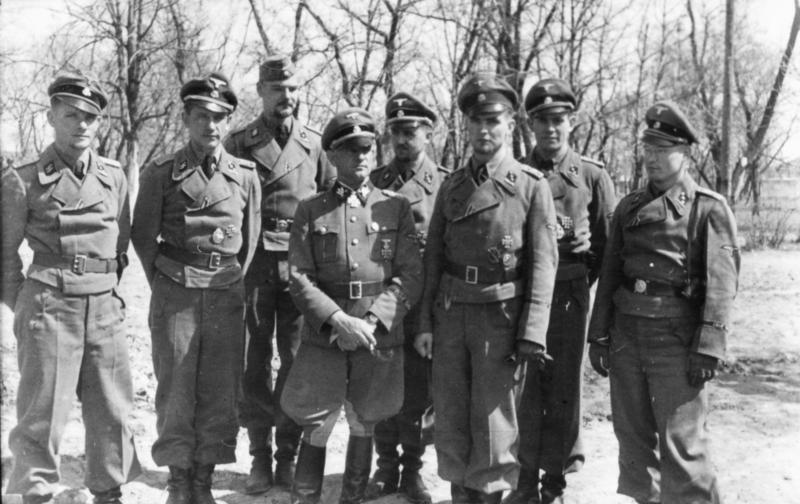
1942年3月21日南俄羅斯，警衛旗隊的核心領導層合影

警衛旗隊在1942年剩下的时间里改装为装甲掷弹兵师。在希姆莱和党卫军装甲军指挥官保罗·豪塞尔的努力下，党卫军三个装甲掷弹兵师（第1师（希特勒警衛旗隊）、第2师（帝国）和第3师（骷髅））每个将得到一个完整的坦克团，而不仅仅是一个营。这意味着党卫军装甲掷弹兵师实际上将成为实力雄厚的装甲师。该师还接收了9辆虎I坦克，这些坦克被编入第13连/党卫军第1装甲团。

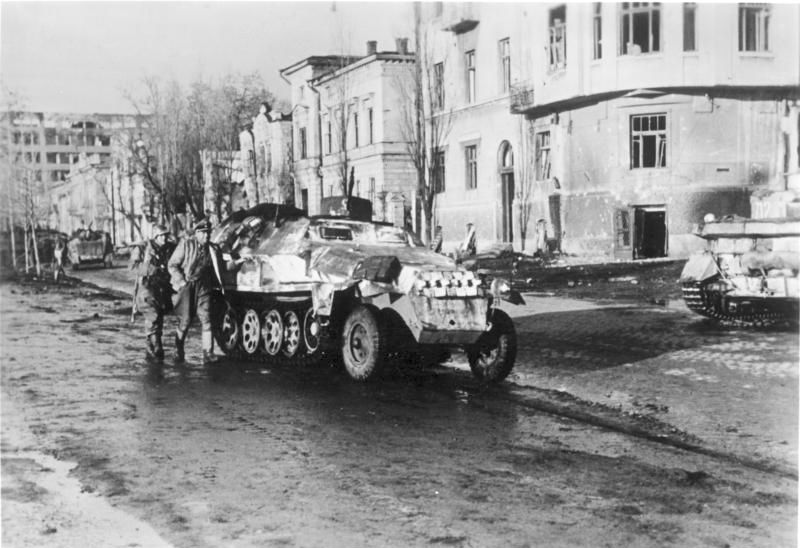
哈尔科夫1943年3月，中立者為弗里茨·维特，未來的党卫军第12装甲师師長

斯大林格勒周围战线的崩溃和第6集团军的包围对埃里希·冯·曼施坦因元帅的顿河集团军群构成了威胁。曼施坦因请求增援以阻止苏军在哈尔科夫附近的进攻。党卫军装甲军随后奉命向东加入曼施坦因的部队。
1943年1月下旬到达前线，警衛旗隊作为豪塞尔的党卫军装甲军的一部分，参与了哈尔科夫及其周边地区的战斗。1943年3月，该师参加了收复哈尔科夫的行动。1943年3月12日，警衛旗隊突破苏军在北郊的防御，进入市中心。到当天结束时，该师已到达捷尔任斯基广场以北仅两个街区的位置。在遭受苏军狙击手和其他守军的重大伤亡后，第2装甲掷弹兵团的第2营于傍晚时分包围了广场。占领后，广场更名为警衛旗隊广场（Platzder Leibstandarte）。尽管宣布该市已沦陷，但3月15日至16日，战斗仍在继续，德军部队清除了该市南郊拖拉机工厂内的残余抵抗力量。该城市于3月17日被占领。在哈尔科夫战役期间，警衛旗隊的部队参与谋杀了该市军事医院中受伤的苏联士兵；数百人被杀。此外被俘的苏联军官和政委通常都会被处决。
该师被撤回休息和整修，师长塞普·迪特里希被授命组建一个新的军，即党卫军第1装甲军，而警衛旗隊将为新总部提供所有高级军官。与此同时，一个新的党卫军师将由希特勒青年团成员组成，而警衛旗隊将提供所有团、营和大部分连长的兵力。这个新师将成为党卫军第12装甲师（希特勒青年团师）。

### 库尔斯克

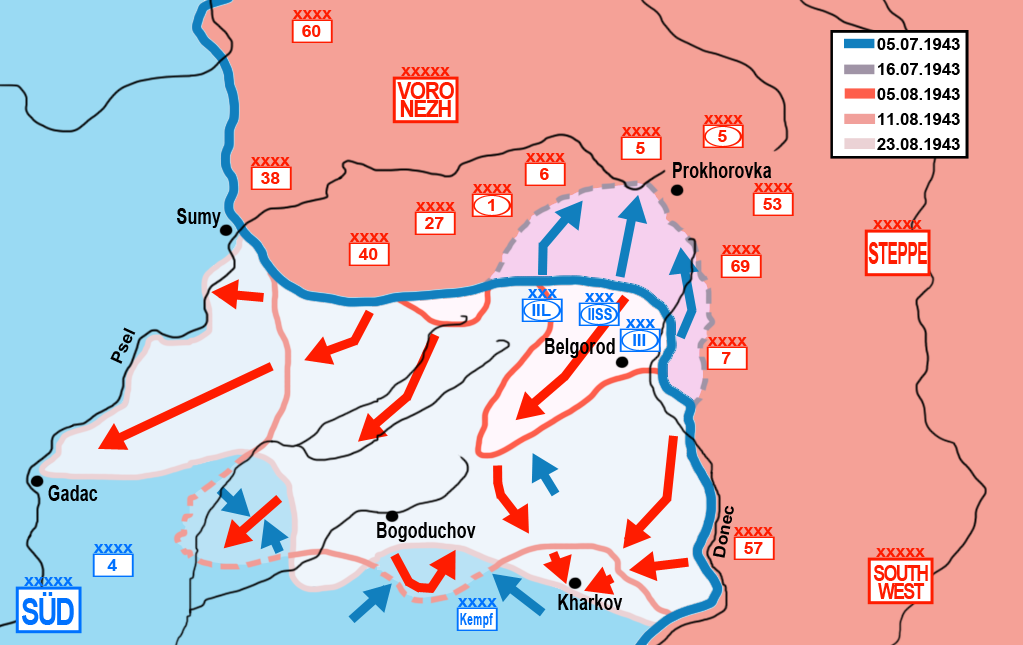
庫爾斯克戰役中南線的爭奪

春天的泥濘道路季停止了进攻行动，给了警衛旗隊休息和整顿的时间。到1943年6月初，该师已完成全面整修，现在由党卫军旅长特奥多爾·维什指挥。其装甲力量为12辆虎I、72辆IV号坦克、16辆III号坦克和II号坦克以及31辆StuG。1943年6月下旬，党卫军第1装甲军组建，同時豪塞尔的党卫军装甲军更名为党卫军第2装甲军。 
党卫军第2装甲军向北转移到别尔哥罗德，为即将到来的夏季攻势“城堡”行动做准备。警衛旗隊与党卫军的骷髅师和帝国师一起组成了赫尔曼·霍特大将的第4装甲集团军的先头部队，其任务是突破库尔斯克突出部的南翼。沃尔特·莫德尔元帅的第9集团军将突破北翼，两支部队将在东部的库尔斯克附近会师，从而包围一支庞大的苏军部队。
袭击于7月5日开始。警衛旗隊的装甲部队以楔形（Panzerkeils）推进，很快就遇到了红军精心设计的防御工事，从而减慢了前进速度。下级突击领袖迈克尔·威特曼是军事标准队重连的虎式指挥官，在战斗的第一天就摧毁了8辆敌方坦克和7门反坦克炮。
7月8日，虎式坦克的另一位指挥官弗兰兹·施陶德格（Franz Staudegger）在泰特雷维诺镇停下来进行机械维修，与他的连队失散。他意识到附近的苏联装甲部队正在发起反击，并紧急修理他的坦克以应对威胁。施陶德格和他的船员发现了敌方先锋并在两小时内消灭了17辆T-34。俄罗斯人的进攻现在已经岌岌可危，所以施陶德格将他的虎式坦克逼近正在撤退的敌军侧翼，并在耗尽穿甲弹药后转而使用高爆炮弹。到当天结束时，施陶德格的虎式坦克已摧毁了22架T-34，并为此赢得了骑士十字勋章。
7月9日，党卫军第2装甲军已向北推进48公里，接近普罗霍罗夫卡小镇。警衛旗隊再次领先；至此其兵力只剩下77辆装甲车。党卫军第2装甲掷弹兵团在几辆坦克的支援下，顶住顽强抵抗，沿着通往普罗霍罗夫卡的道路前进。中午时分，步兵已清理完共青团国营农场，并开始攻击241.6号高地，并于7月10日夜幕降临后不久占领了该地。
第二天，親衛隊第1師继续推进，该师在与第9近卫空降师的苏联伞兵的激战中占领了奥克蒂亚布鲁斯基（Oktiabr'skii）国营农场和252.2山地。7月12日，苏军将近卫坦克第5集团军投入普罗霍罗夫卡附近的反攻。两个坦克军面对警衛旗隊，攻击了奥克蒂亚布鲁斯基（Oktiabr'skii）国营农场和252.2山地周围的德军。在随后的战斗中，德军给苏军造成了重大伤亡。苏军的反击阻止了德军的前进，该师被迫退回到什克蒂亚布斯基。第二天，战斗仍在继续，但苏军的攻击重点随后转移到了警衛旗隊左侧的骷髅师。
在普罗霍罗夫卡战役仍悬而未决的情况下，苏联最高统帅部在奥廖尔附近发动了自己的攻势“库图佐夫行动”，导致希特勒下令停止对城堡的进攻。党卫军第2装甲军被擊退。警衛旗隊被命令退出战线，造成2,753人伤亡，其中474人死亡。在库尔斯克战役中还损失了11辆坦克。该师被派往希臘，以防盟軍登陸希臘及1943年7月9日至10日夜间开始的盟军入侵西西里岛而造成的局势。该师留下了重型装备，被转交给帝国师和骷髅师。

## 波河鏖戰

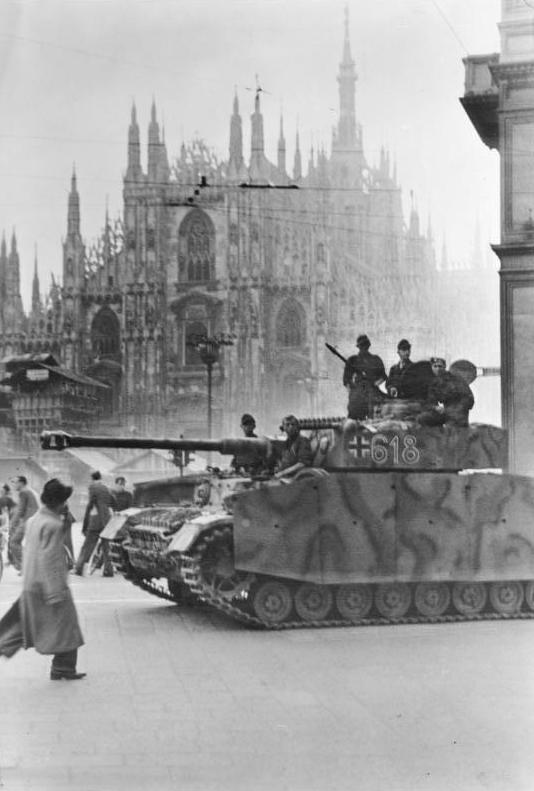
1944年，米兰大教堂前党卫军第1师的一辆装甲车驶过

该师重新装备了车辆，于1943年8月8日抵达波河平原。警衛旗隊的任务是守卫特伦托-维罗纳地区的几个重要公路和铁路枢纽。几周后，该师被转移到帕尔马-雷焦艾米利亚地区。在此期间，警卫旗队与游击队发生了数次小规模冲突。随着意大利于1943年9月8日宣布与盟军停战，该师奉命开始解除附近意大利皇家陆军部队的武装。除了9月9日与驻扎在帕尔马、克雷莫纳和皮亚琴察的意大利军队发生短暂的血腥战斗外，一切进展顺利。到9月19日，波河平原的所有意大利军队已全部解除武装。
在意大利执行后方安全任务时，警衛旗隊人员在马焦雷湖附近谋杀了49名犹太难民，这些难民在德国接管后逃到了那里。谋杀案发生在9月15日至24日期间。一些受害者的脚和手被绑住并溺死。
作为纳粹安全战的一部分，警衛旗隊被派往伊斯特拉半岛并参与了多次反游击队行动。在意大利期间，警衛旗隊被重组为一个完整的装甲师，并重新命名为「第1黨衛裝甲師——阿道夫·希特勒警衛旗隊」。11月初，该师奉命返回东线，并于11月中旬抵达日托米尔地区。 
该师被分配给第48装甲军，隶属于第4装甲集团军，正在努力守住日托米尔附近的防线。该师于1月底转移到切尔卡瑟地区，并被分配给第1装甲集团军的第3装甲军。1944年1月至2月，该师作为该军的一部分，参加了对被包围在科尔逊包围圈的德国南方集团军群的德军的救援行动。
警衛旗隊的大部分人员（包括41名军官和1,188名士兵）被撤回比利时进行休整和整顿，但留下了一个战斗群。3月25日，第1装甲集团军被包围在卡梅涅茨-波多尔斯基包围圈内。该战斗群参加了脱离包围圈的战斗，成为先头部队的一部分，并于4月6日在布扎奇附近与党卫军第2装甲军会合。警衛旗隊部门在比利时进行了重组，并于1944年4月25日达到满员状态。

## 驰援西线

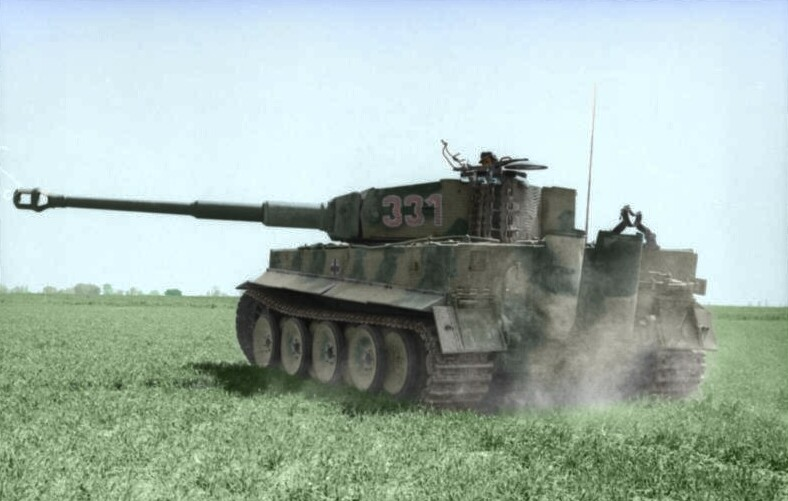
1944年法國北部的党卫军第1装甲军的虎式坦克

该师再次调入党卫军第1装甲军，该军当时由党卫军第101重型装甲营、党卫军希特勒青年师、党卫军戈茨·冯·伯利欣根师和装甲教导师组成。警衛旗隊部署在塞纳河以北，以对抗任何可能在加来海峡地区登陆的情况，因此第一批部队直到1944年6月6日盟军入侵诺曼底后才抵达诺曼底；其中一部分于6月27日至28日晚上抵达，整个部门又花了一周时间整顿。7月4日，第1党卫军装甲军进行了重组，现在由警衛旗隊和希特勒青年团师组成。他们参与的第一个行动是在盟军温莎行动中保卫卡皮奎特村和机场。随后盟军进行了多次攻击———查恩伍德行动和木星行动。7月12日，警衛旗隊占领了卡昂南段，从西边的马尔托特到东边的卡昂-法莱斯公路。7月14日至15日夜间，警衛旗隊被第272步兵师接替，并撤回伊夫斯和桑托之间卡昂–法莱兹公路上的集结区。

### 古德伍德

春天行动开始时的前线，展示了双方的兵力布局

英国的古德伍德行动于1944年7月18日至20日期间进行。英国第8军团率领三个装甲师发起进攻，旨在夺取德军控制的布尔格布斯山脊以及莱兹河畔布雷特维尔和维蒙之间的地区。行动之前，2,500架飞机进行了长达三个小时的轰炸。古德伍德之前该师的兵力为59辆IV型坦克、46辆豹式坦克和35辆III型突击炮。 
位于加塞勒斯附近的党卫军第1装甲团接到命令攻击索利尔斯的英军。在将13辆豹式坦克移向布尔格布斯的过程中，该部队与60辆英国坦克交战，摧毁了其中20辆并俘虏了士兵。12:00左右，党卫军第1装甲团豹式营与英军第11装甲师第29装甲旅进行战斗。警衛旗隊的殘部从法莱兹被送往前线，在那里进行预备。17:00，它与第21装甲师一起反击，阻止了英军在左翼的攻势。
7月19日13:00左右，英军恢复进攻，并派出增援部队继续进攻。他们压倒了一些德军前沿部队，并于16:00逼近布尔格布斯山脊。他们遭到了在山脊上占据阵地的豹式坦克的攻击。15:00左右，党卫军第12装甲师的增援部队抵达右翼。加拿大人在维里埃山脊战役和春季行动中发起进攻（见地图），其中警衛旗隊遭遇了多个盟军的师，包括近卫装甲师、第7装甲师、第2和第3加拿大师。

### 列日行动

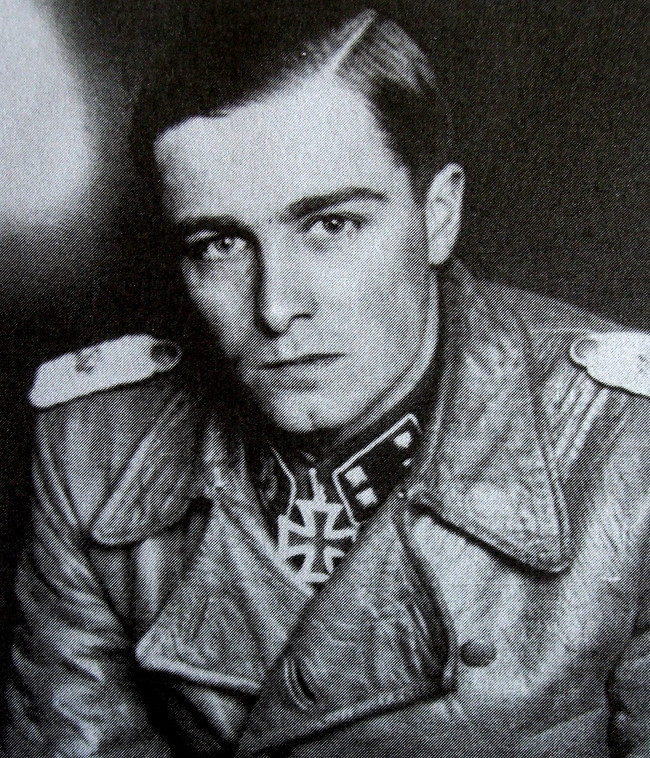
约阿希姆·派佩尔，该师第1党卫军装甲团指挥官

1944年7月25日，作为眼镜蛇行动的一部分，奥马尔·布拉德利将军领导的美军成功突破德国防御并进入布列塔尼。希特勒禁止任何撤退，并下令由第47装甲军发起反攻，代号为吕蒂希（列日）行动，该军由隶属于警衛旗隊的第2装甲师、党卫军帝国师和第116装甲师组成。袭击计划是攻击莫尔坦以东的第30步兵师，然后突破美军防御到达海岸。美国的反应得到了超级情报部门的协助，该情报部门在8月4日透露了吕蒂希行动的计划。结果布拉德利能够获得美国第9空军和英国皇家空军的空中支援。
警衛旗隊和其他师于8月7日发起进攻。党卫军第1装甲团、两个摩托化步兵营、一个战斗工兵连和该师的高射炮营参与了此次袭击。那天早上的天气不适合飞行，这对盟军不利。党卫军帝国师重新夺回了莫尔坦，约阿希姆·派佩尔领导的装甲战斗群到达布尔洛潘，但由于美军的反击和空袭而不得不停止。
大幅缩减的师被美国、加拿大和波兰军队包围在法莱斯地区。8月22日，一些警衛旗隊部队冲出包围圈，留下了所有坦克和火炮。该师在诺曼底战役中伤亡5,000人。在从法国撤退期间，警衛旗隊和党卫军希特勒青年师的成员在塔沃镇和普罗米翁镇杀害了34名法国平民。

### 阿登攻势

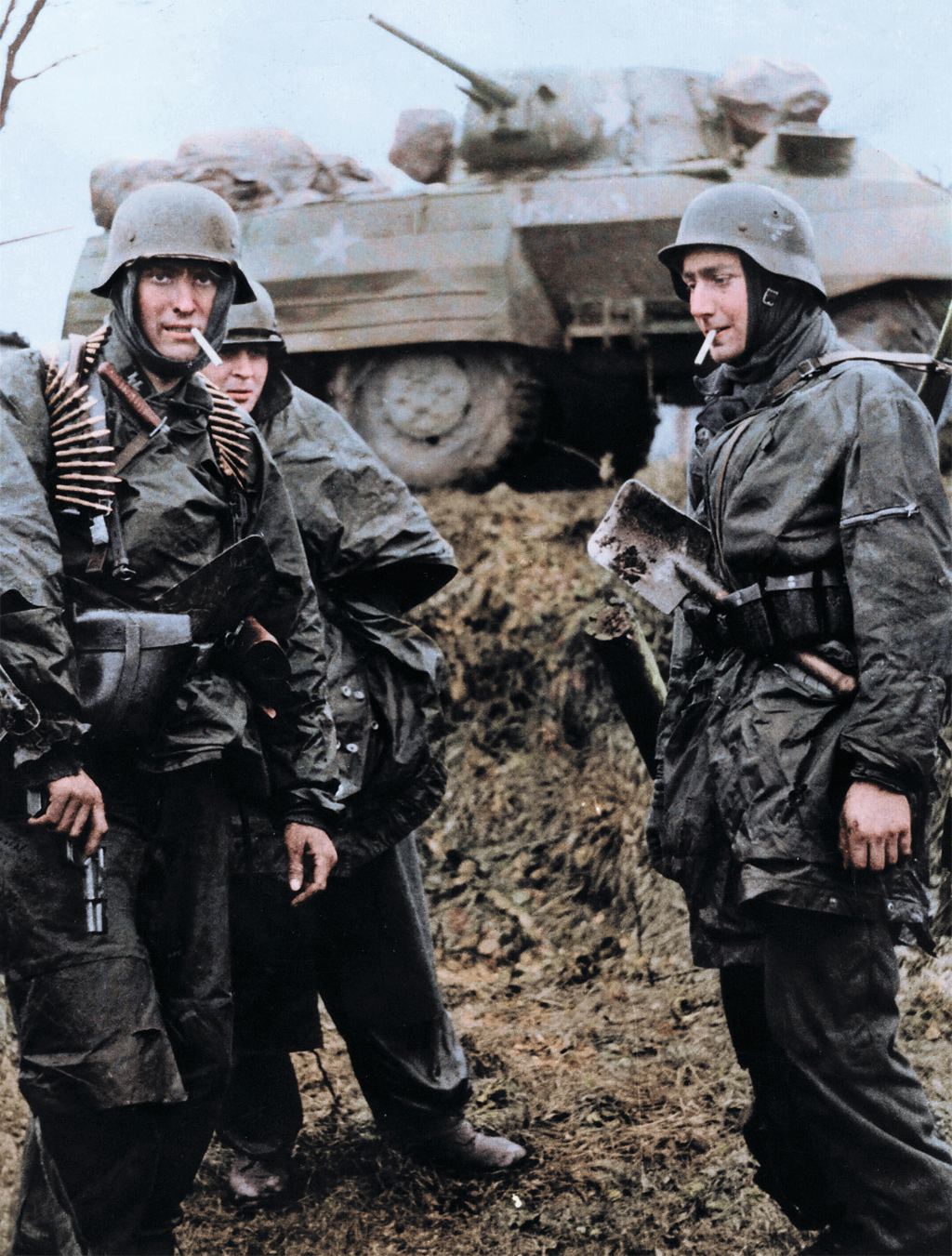
1944年，親衛隊第1師汉森战斗群的士兵在比利时波托成功伏击了美国第14骑兵团的车队后，小队的领袖汉斯·特拉加斯基（Hans Tragarsky，左一）即为一幅名照的人物

阿登攻势（1944年12月16日至1945年1月25日）是德军通过阿登发起的一次重大攻势。

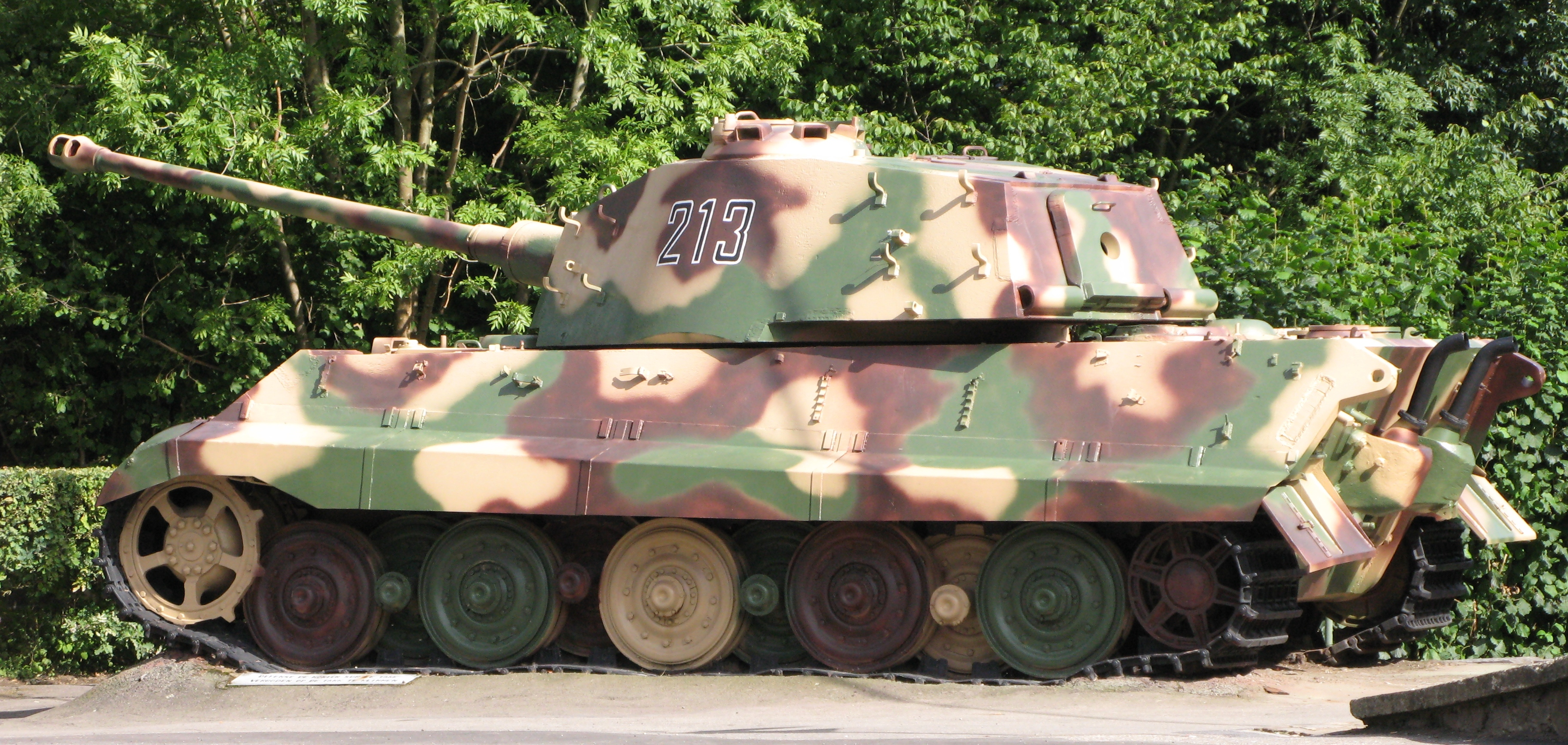
1944年12月派佩尔战斗群在拉格莱兹留下的一辆保存完好的虎式II坦克

比利时、法国和卢森堡森林茂密的阿登山脉地区。这次攻势被德国人称为“守望莱茵行动”。正如当代报纸上的地图所示，“突出部”是德国人对盟军前进路线的最初入侵线路。
威廉·蒙克是这次行动的先锋，他现在指挥的是隶属于第1党卫军装甲军的警衛旗隊。纳粹德国的燃料危机意味着警衛旗隊的车辆燃料不足。12月16日，行动开始，时任党卫军高级突击队大队长约阿希姆·派佩尔的战斗群率领部队向默兹河推进。 

### 马尔默迪

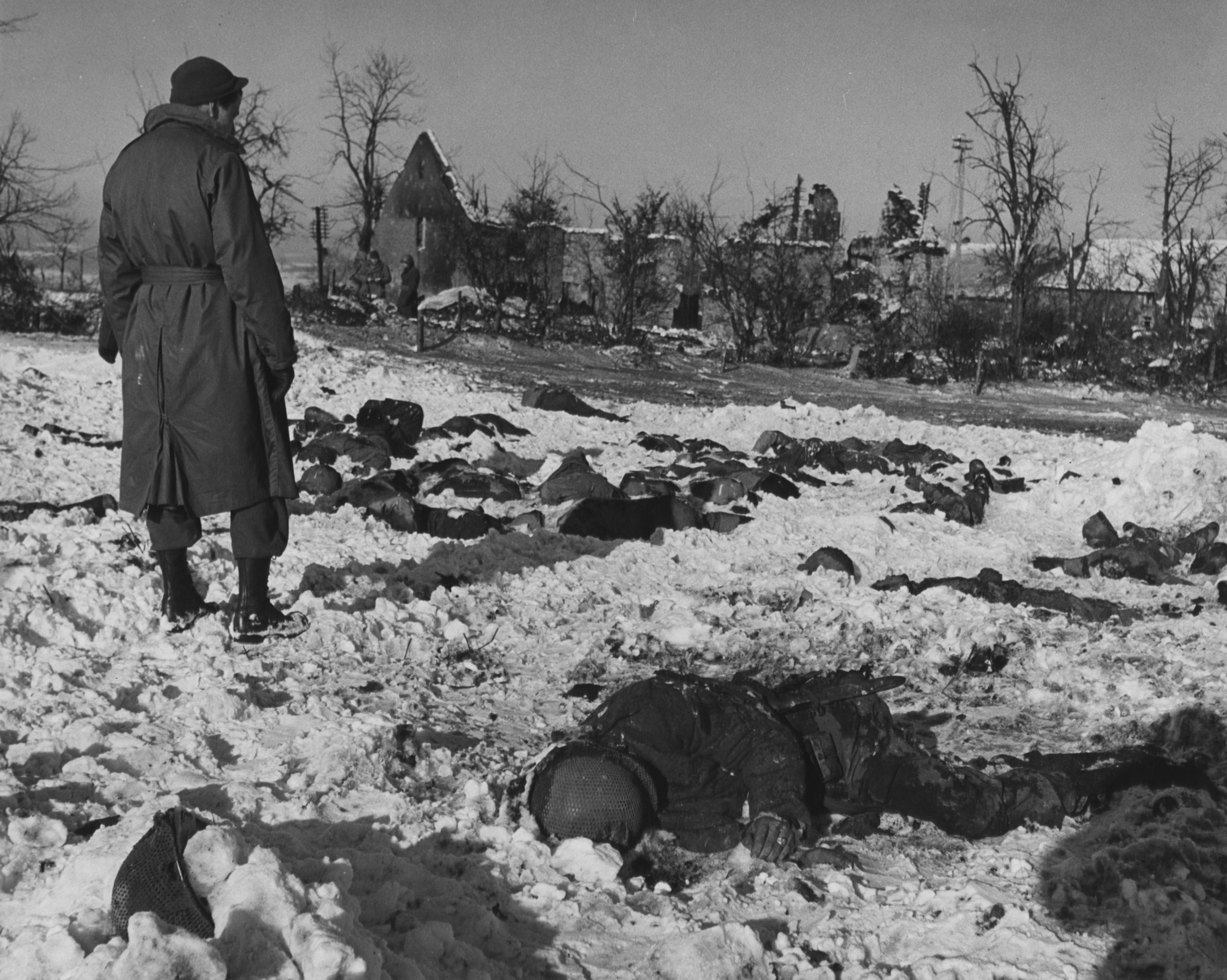
一名美国士兵勘察马尔梅迪大屠杀现场。遇难者的尸体一直被保存在雪下，直到1945年1月盟军重新夺回该地区

派佩尔本应在进攻的第一天到达默兹河。相反它被兰泽拉特山脊的一个侦察排推迟了几乎一整天。然后由于无法将第99步兵师赶出埃尔森博恩山脊，该师转向南边的另一条道路。12月17日07:00，该部队占领了位于比林根的美军燃料库，并补充燃料后继续西行。12:30，在博涅斯村庄附近，马尔梅迪和利涅维尔之间的中间高度，派珀的战斗群遇到了美国第7装甲师第285野战炮兵观察营的车队。
经过短暂的战斗，美国人投降，他们与早些时候被俘的其他美国人（总共127人）一起被解除武装，并被送到十字路口附近的田野里，德国人用机枪和手枪集体射击他们。在84名遇难者中，41人是被近距离手枪射中头部身亡，6人是被头骨猛击身亡。当德国人在他们中间射击幸存者时，他们在战场上装死了几个小时，之后大约30名战俘逃脱。研究员丹尼·帕克相信派佩尔或他的一名下属做出了杀害囚犯的决定。没有党卫军军官下达处决命令的记录。屠杀的消息传遍了盟军防线。战后马尔梅迪大屠杀审判期间，派佩尔战斗群中被俘的党卫军成员因这次大屠杀和该地区的其他几起大屠杀而受到审判。许多肇事者被判处绞刑，但刑期已被减刑。派佩尔本人因参与杀戮而被监禁11年。
派佩尔于12月18日进入斯塔沃洛，但遭到美国守军的猛烈抵抗。由于无法击败他们，他在城里留下了一支较小的支援部队，并带着主力前往特鲁瓦蓬的桥梁，但当他到达那里时，撤退的美国工兵已经摧毁了它。派佩尔随后前往拉格莱兹村，并从那里前往斯图蒙。当派珀接近时，工程师炸毁了这座桥。美国守军已经根深蒂固并做好了准备。当美军于12月19日重新夺回防守薄弱的斯塔沃洛特时，派佩尔的部队与德军主力和补给的联系被切断。当他们在斯图蒙的情况变得毫无希望时，派佩尔决定撤回拉格莱兹，在那里他建立了防御，等待德国救援部队。由于没有这样的部队能够突破美军防线，派珀决定于12月23日突围回德军防线。尽管大多数人得以逃脱，但战斗群的士兵放弃了车辆和重型装备。
日复一日，敌军的抵抗日益加强，各条战线的进攻最终都被迫停止。德国最高统帅部下令于1945年1月1日开始新一轮进攻。然而此时，盟军已重新集结兵力，准备击退德国人发起的任何进攻。行动于1945年1月27日正式结束，三天后蒙克晋升为党卫军旅队领袖。随后警衛旗隊和第1党卫军装甲军被转移到匈牙利，以巩固当地摇摇欲坠的局势。數日後蒙克在空袭中受伤。自1945年2月15日起，党卫军旅隊領袖奥托·库姆被任命为新的师长。
此外，在突出部战役中，警衛旗隊的部队在韦雷斯（Wereth）村俘获了美国第333炮兵营的11名黑人士兵。随后將这些黑人战俘槍殺，两个月后盟军发现了他们的遗体。士兵们的手指被切断，双腿被打断，至少有一人在试图包扎战友的伤口时被枪杀。

## 重回东线

### 春醒行动

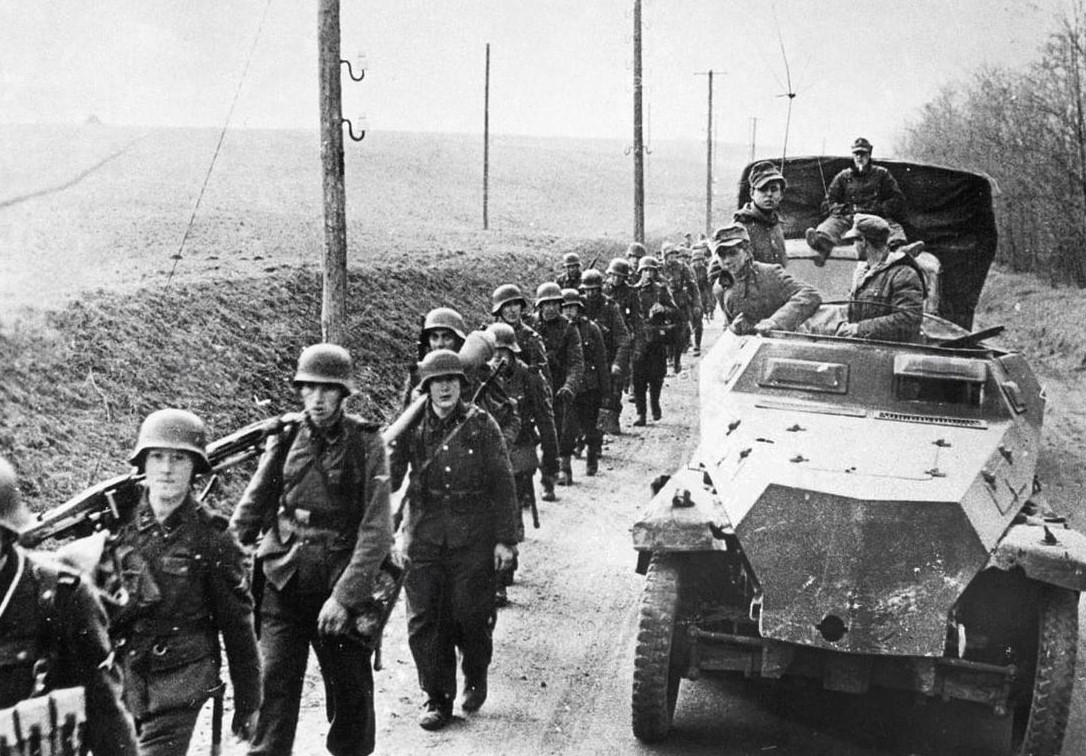
春季觉醒行动初期的德军部队

春季觉醒行动（1945年3月6日至1945年3月16日）是第二次世界大战期间德国发动的最后一次大规模进攻。战争于1945年3月6日秘密开始，德军对巴拉顿湖附近的苏军发动袭击。该地区包括轴心国仍可使用的最后一些石油储备。这次行动涉及许多从西线失败的阿登攻势中撤出的德国部队，其中包括党卫军第6装甲集团军和警衛旗隊。春季觉醒行动对德方来说是失败的。一周之内，早期的进展就因苏联军队的大规模反击而停止。红军压倒性的数量优势使得任何防御都变得不可能，但希特勒不知何故相信胜利是可以实现的。 
春天觉醒行动失败后，塞普·迪特里希的党卫军第6装甲集团军分阶段撤退到维也纳地区。德国人准备了防御阵地，试图守住这座城市，抵御快速抵达的红军，这就是后来的维也纳攻势。德国人无法守住维也纳，维也纳于4月13日落入苏联军队手中。
这次失败导致希特勒向党卫军第6装甲集团军司令塞普·迪特里希颁发了袖口头衔令（德语：Armelstreifen）或“臂章令”。希特勒声称，部队“没有按照形势要求进行战斗。”作为耻辱的标志，希特勒命令参与其中的武装党卫军部队摘掉袖章头衔。迪特里希拒绝执行命令，也没有将消息传达给部队。根据海因茨·古德里安的说法，大多数袖口头衔令已经被删除；他后来写道，出于安全原因，拆除了警衛旗隊、骷髅师、霍亨斯陶芬师和帝国师的臂章。 

### 保衛柏林
警衛旗隊的一部分参加了柏林战役。1945年4月23日，希特勒任命蒙克旅为中央政府区的指挥官，该区包括帝国总理府和元首地堡。威廉·蒙克的指挥所位于帝国总理府下方的掩体中。他组建了蒙克战斗群，该团分为两个由大约2,000人组成的薄弱团。核心部队是警卫旗队警卫营的800人（负责保卫元首）。希特勒自杀后，他们接到突围命令。在这次尝试之前，蒙克向中央政府区所有能接触到的指挥官通报了希特勒的死亡和计划中的突围。5月1日2300时开始。蒙克领导了10个小组中的第一个。几个非常小的小组成功到达易北河西岸，得以向美国人投降，但包括蒙克小组在内的大多数小组都无法突破苏联的防线。许多人被俘，一些人选择自杀。5月2日，柏林防区司令赫尔穆特·魏德林下令正式结束敌对行动，柏林投降。 
维也纳被占领后，警衛旗隊仅有不到1,600名士兵和16辆坦克。除了柏林警卫营的残部外，奧地利的警衛旗隊于1945年5月8日在施泰尔地区向美军投降。1945年7月4日（美国独立日），美国国旗首次在柏林的警卫旗队军营、普鲁士中央士官学校旧址升起。

## 編制沿革
| 沿革                                                                          | 成立時間 |
| ----------------------------------------------------------------------------- | -------- |
| 衝鋒隊本部警衛隊（SA Stabswache）                                             | 1923年   |
| 衝鋒隊阿道夫希特勒突擊隊（SA Stosstrupp Adolf Hitler）                        | 1923年   |
| 本部警衛隊（Stabswache）                                                      | 1925年   |
| 警衛旗隊（Schutzstaffel）                                                     | 1925年   |
| 柏林党衛軍本部旗隊（SS-Stabswache Berlin）                                    | 1933年   |
| 柏林党衛軍特戰隊（SS-Sonderkommando Berlin）                                  | 1933年   |
| 阿道夫希特勒旗隊（Adolf Hitler Standarte）                                    | 1933年   |
| 阿道夫希特勒警衛旗隊（Leibstandarte Adolf Hitler）                            | 1933年   |
| “阿道夫·希特勒”警衛旗隊（Leibstandarte-SS AdolfHitler）                       | 1934年   |
| （機動化）“阿道夫·希特勒”警衛步兵團（Infanterie-Regiment LSSAH (mot)）        | 1938年   |
| 黨衛師-“阿道夫·希特勒”警衛旗隊（SS-Division LSSAH）                           | 1941年   |
| 黨衛裝甲擲彈兵師-“阿道夫·希特勒”警衛旗隊（SS-Panzergrenadier-Division LSSAH） | 1942年   |
| 第1黨衛裝甲師-“阿道夫·希特勒”警衛旗隊（1. SS-Panzer-Division LSSAH）          | 1944年   |

## 關鍵人物

### 指挥官
| 任次 |                 | 指挥官                                       | 就职          | 离职          | 任职时间 |
| ---- | --------------- | -------------------------------------------- | ------------- | ------------- | -------- |
| 1    | 約瑟夫·迪特里希 | 親衛隊上级领袖 約瑟夫·迪特里希 （1892–1966） | 1933年        | 1943年7月     | 4年323天 |
| 2    | 特奥多尔·威施   | 親衛隊旅队领袖 特奥多尔·威施 （1907–1995）   | 1943年7月4日- | 1944年8月20日 | 1年47天  |
| 3    | 威廉·蒙克       | 親衛隊旅队领袖 威廉·蒙克 （1911–2001）       | 1944年8月20日 | 1945年2月6日  | 170天    |
| 4    | 奧托·庫姆       | 親衛隊旅队领袖 奧托·庫姆 （1909–2004）       | 1945年2月6日  | 1945年5月8日  | 91天     |

### 知名人物
- 庫爾特·邁爾，装甲精英
- 约瑟夫·迪特里希，親衛隊上級集團領袖
- 特奥多尔·威施，親衛隊旅隊領袖

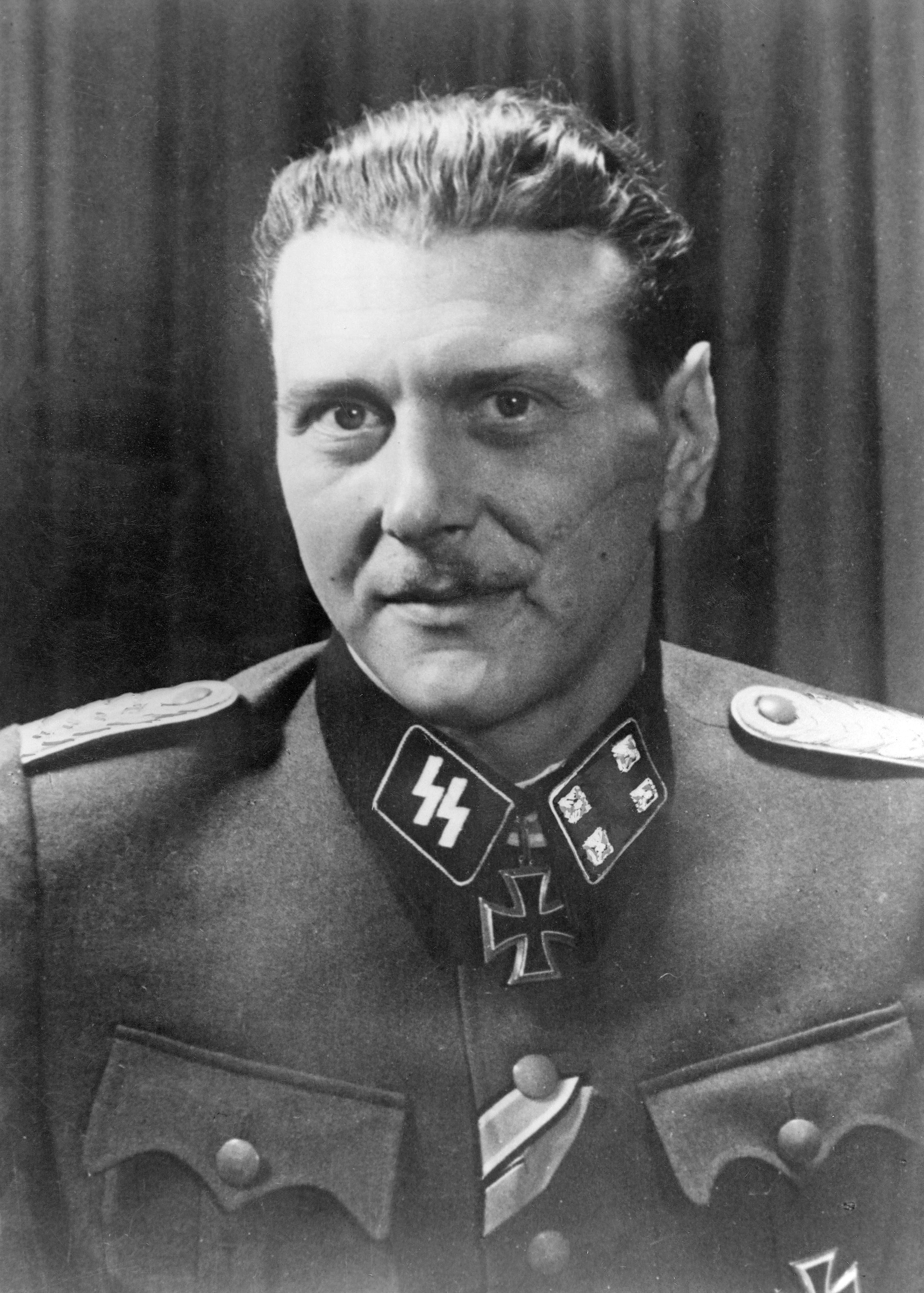
著名特種作戰專家奧托·斯科爾茲內亦曾是警衛旗隊的成員

- 弗里茨·维特，親衛隊旅隊領袖，曾任親衛隊第12師师长
- 海因里希·施普林格
- 奥托·斯科尔兹尼，党卫军领袖，被稱為「歐洲最危險的男人」
- 約阿希姆·派佩爾，党卫军领袖，装甲精英
- 奥托·贝斯海姆，麦德龙集团创始人，百亿富豪
- 库尔特·博姆，安乐死实施者，曾在T4 中央办公室担任员工
- 赫伯特·多林，希特勒贝格霍夫的管家
- 库尔特·吉尔迪施，党卫军领导人，因代表党卫军及其成员犯下谋杀罪被判入狱
- 奥托·金舍，党卫军领导人和希特勒最后的私人助手
- 克劳斯·哈文斯坦，演员
- 威廉·蒙克，親衛隊旅隊領袖
- 沃尔夫冈·霍斯特，体育官员和餐馆老板
- 恩斯特·克林克，作者
- 雨果·克拉斯，党卫军领导人
- 路德维希·莱特，马焦雷湖大屠杀参与者
- 海因茨·林格，希特勒的贴身男仆
- 罗克斯·米施，希特勒的保镖，在纪录片中，他经常被称为“希特勒的无线电操作员”。
- 约翰·尼曼，索比堡灭绝营的指挥官；囚犯骚乱中死亡
- 奥托·赖赫，党卫军领导人
- 汉斯·阿尔宾·弗赖赫尔·冯·雷岑斯坦，党卫军领导人
- 海因里希·舒尔茨，集中营医生
- 奥斯卡·舒尔茨，马焦雷湖大屠杀参与者
- 理查德·舒尔茨-科森斯，希特勒的临时副官
- 赫伯特·施威格，作家
- 赫伯特·瓦尔特，武装党卫队党卫队大队长，非小说类作家
- 迈克尔·魏特曼，武装党卫军党卫军上尉，裝甲精英

## 紀念和爭議

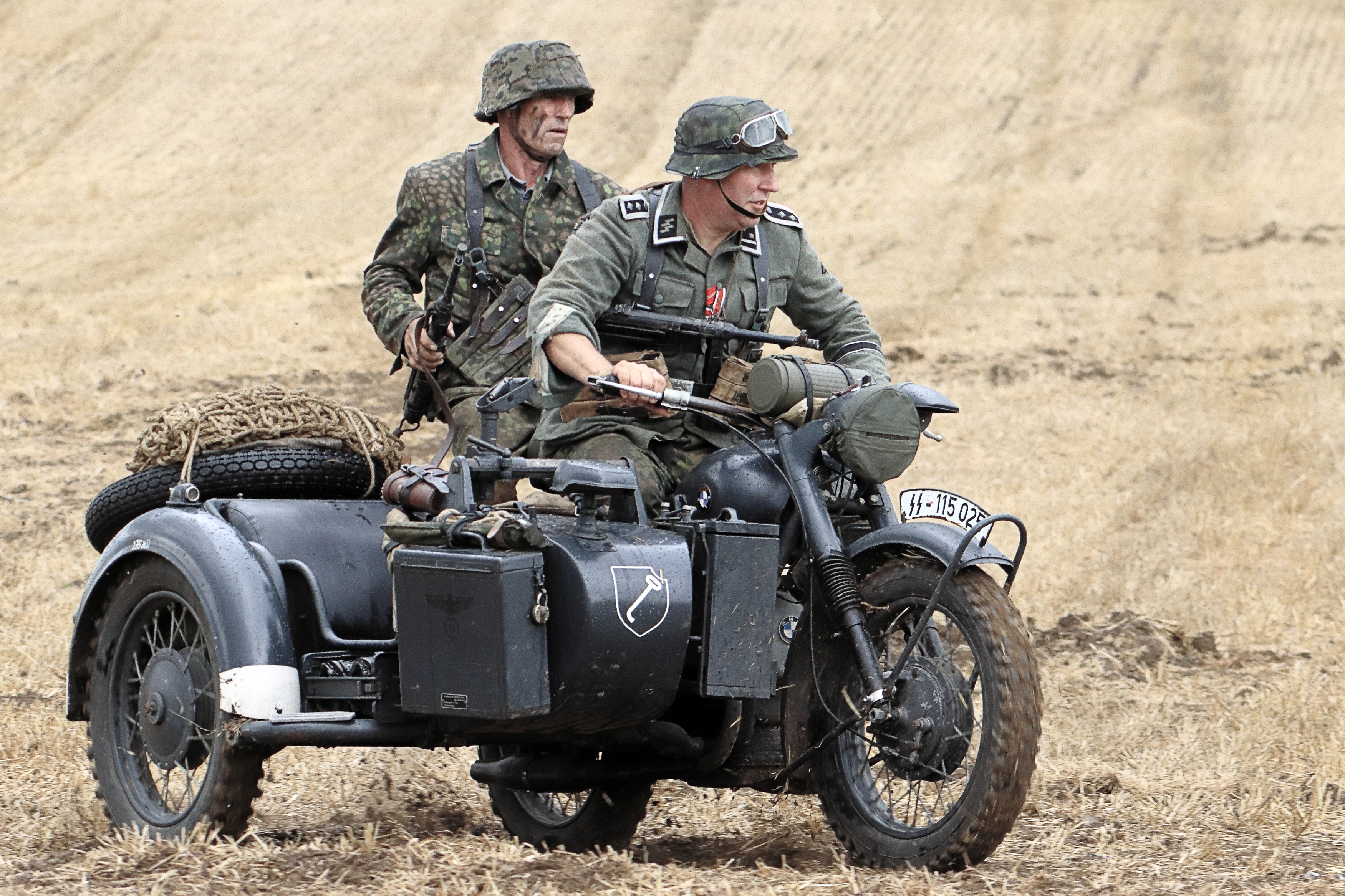
2023年在英國華威舉行的軍事歷史活動上的親衛隊第1師再現

1971年，有人在西德馬林費爾斯豎立了一座紀念碑，以紀念親衛隊第1師「希特勒警衛旗隊」和親衛隊第12裝甲師“希特勒青年團”的陣亡士兵。從2003年開始，它成為幾次右翼極端主義集會和遊行的目標。2004年，這座紀念碑被不明身份的人摧毀，隨後被保存起來。2006年初，當它在弗雷特羅德的新納粹主義者托爾斯滕·海斯 （Thorsten Heise）的住宅上重建時，它再次成為頭條新聞。

### 刑事判決
1964年，對親衛隊第1師的五名被告（漢斯·羅沃、漢斯·克魯格、赫伯特·施內爾、路德維希·萊特和奧斯卡·舒爾茨）進行了一場刑事審判，審判對像是奧斯納布呂克馬焦雷湖大屠殺的肇事者。一名被告在調查期間死亡，其餘被告被判有罪。後來他們成功地推翻了判決結果，因為這些行為已經超過了時效。

### 回憶書籍
親衛隊第1師的歷史有諸多親歷者的描述，其中最有名的即是由前黨衛軍成員魯道夫·萊曼 （Rudolf Lehmann） 撰寫的回憶錄。正如萊曼在序言中所寫的那樣，“應同志們的要求，寫下黨衛軍阿道夫·希特勒旗隊的歷史”。這部作品由右翼極端主義的穆寧出版社出版，該出版社與黨衛軍退伍軍人組織HIAG關係密切。《明鏡週刊》將其視為「右翼極端主義的知識背景」的一部分，其目的是「否認德國的戰爭罪行和納粹對猶太人的滅絕，美化第三帝國和種族滅絕，將希特勒作為和平的總理，戈培爾作為真理的使徒」：
親衛隊第1裝甲師阿道夫·希特勒的第一總參謀魯道夫·萊曼的三部著作，其中兩部已經出版，他在其中讚揚了他的部下「為了阿道夫·希特勒的安全」以及他們「眾所周知的特別熱情的前線精神」，為「希特勒所採用的舊想法，在東方獲得生存空間」服務。——明鏡週刊 （1981）

### 引用
1. ↑  第101、第102、第103黨衛軍重戰車營
2. ↑  Mathias Brodkorb. . endstation-rechts.de. 2009-12-30.
 （页面存档备份，存于）
3. ↑  , Der Spiegel, 26 January 1981 (5), 1981, (5): 74 （德语）

### 文献
- Arnold, James. . Osprey Publishing. 1990. ISBN 978-0-85045-959-3.
- Bartmann, Erwin. . Helion and Company. 2013. ISBN 978-1-90938-453-8.
- Beevor, Antony. . London: Viking-Penguin Books. 2002. ISBN 978-0-670-03041-5.
- Beevor, Antony. . Penguin. 2010. ISBN 978-0-14-311818-3.
- Gilbert, Adrian. . New York: Da Capo Press. 2019. ISBN 978-0-306-82466-1.
- Bishop, Chris; Williams, Michael. . St Paul, Minn: MBI Publishing. 2003. ISBN 978-0-7603-1402-9.
- Butler, Rupert. . Staplehurst: Spellmount. 2001. ISBN 978-1-86227-117-3.
- Cole, Hugh M. . United States Army in World War II. United States Army Center of Military History. 1965  [14 October 2006]. OCLC 569167802. （原始内容存档于13 November 2008）.
- Cook, Stan; Bender, Roger James. . San Jose, CA: James Bender Publishing. 1994. ISBN 978-0-912138-55-8.
- D'Este, Carlo. . Konecky & Konecky. 1984. ISBN 1-56852-260-6.
- Dollinger, Hans. . New York: Bonanza. 1967 [1965]. ISBN 978-0-517-01313-7.
- Evans, Richard J. . New York: Penguin Group. 2005. ISBN 978-0-14-303790-3.
- Evans, Richard J. . New York: Penguin Group. 2008. ISBN 978-0-14-311671-4.
- Fischer, Thomas. . Winnipeg: J.J. Fedorowicz. 2008. ISBN 978-0-921991-91-5.
- Flaherty, T. H. . Time-Life. 2004 [1988]. ISBN 1-84447-073-3.
- Friedman, Saul S. . London; Portland, OR: Vallentine Mitchell. 2004. ISBN 978-0-85303-435-3.
- . Australian Government Department of Veterans Affairs.   [2011-10-27]. （原始内容存档于2 June 2011）.
- Guderian, Heinz. . London: Michael Joseph Publishing. 1952.
- . U.S. Wereth Memorial.   [2014-03-25]. （原始内容存档于10 November 2013）.
- Hoffmann, Peter. . New York: Da Capo. 2000. ISBN 978-0-306-80947-7.
- Johnson, Davis. Quassowski, Hans , 编. . Schiffer. 1999. ISBN 0-7643-0777-0.
- Kershaw, Ian. . New York: W. W. Norton & Company. 2008. ISBN 978-0-393-06757-6.
- Lehmann, Rudolf. . Coburg: Nation Europa Verlag. 1980. ISBN 3-920677-11-0.
- Lewin, Ronald. . New York: McGraw-Hill. 1978. ISBN 0-07-037453-8.
- MacDonald, Charles. . William Morrow, 1st Quill Edition. 1997. ISBN 978-0688151577.
- Margolian, Howard. . University of Toronto Press. 2000. ISBN 978-0-8020-8360-9.
- Margry, Karel. . London, United Kingdom: Battle of Britain International Ltd. 2001.
- McNab, Chris. . Amber Books Ltd. 2009. ISBN 978-1-906626-49-5.
- McNab, Chris. . Osprey Publishing. 2013. ISBN 978-1782000884.
- Mitcham, Samuel W. . Greenwood Publishing Group. 2006. ISBN 978-0-313-08346-4.
- Moseley, Ray. . Dallas: Taylor Trade Pub. 2004. ISBN 978-1-58979-095-7.
- Neitzel, Sönke; Welzer, Harald. . Simon and Schuster. 2012. ISBN 978-1-84983-949-5.
- Parker, Danny S. . Cambridge, MA: Da Capo. 2012. ISBN 978-0-306-81193-7.
- Parker, Danny S. . Da Capo Press. 2014  [20 December 2015]. ISBN 978-0306821547. （原始内容存档于29 June 2017）.
- Reynolds, Michael Frank. . Steelhurst: Spellmount. 1997. ISBN 1-873376-90-1.
- Ripley, Tim. . Osceola, Wis: MBI Publishing. 2000. ISBN 978-0-7603-0937-7.
- Rossino, Alexander B. . Lawrence, Kansas: University Press of Kansas. 2003. ISBN 0-7006-1234-3.
- Stein, George H. . Ithaca, NY: Cornell University Press. 1984. ISBN 0-8014-9275-0.
- Strauss, Herbert A. . Fordham University Press. 1999a. ISBN 978-0-8232-1916-2.
- Strauss, Lotte. . Fordham University Press. 1999b. ISBN 978-0-8232-1919-3.
- Sydnor, Charles. . Princeton, NJ: Princeton University Press. 1990 [1977]. ISBN 0-691-00853-1.

- Van der Vat, Dan. . Maddison Press. 2003. ISBN 1-55192-586-9.
- Weale, Adrian. . New York; Toronto: NAL Caliber (Penguin Group). 2012. ISBN 978-0-451-23791-0.
- Wegner, Bernd. . Blackwell. 1990. ISBN 0-631-14073-5.
- Williamson, Gordon. . London: Sidgwick & Jackson. 1994. ISBN 978-0-283-06280-3.
- Ziemke, Earl F. . Washington: Office of the Chief of Military History – U.S. Army. 1968. ASIN B002E5VBSE.
- Zuccotti, Susan. . New Haven: Yale University Press. 2007. ISBN 978-0-300-12294-7.

### 延伸阅读
- Bartmann, Erwin. . Helion and Company. 2013. ISBN 9781911628361.
- Glantz, David M.; House, Jonathan M. . 1995. ISBN 978-0-7006-0717-4.
- Parrish, Michael. . Praeger Press. 1996. ISBN 978-0-275-95113-9.